# Скоробогатов, Алексей Николаевич
Алексей Николаевич Скоробогатов (род. 4 ноября 1961, Москва) — математик, в настоящее время — профессор математики в Имперском колледже Лондона. Специализируется в алгебраической геометрии.

## Биография
Родился в семьe инженера советской космической программы Николая Георгиевича Скоробогатова и Галины Андреевны Чесмочаковой.
Окончил московскую физико-математическую школу № 2 и механико-математический факультет МГУ им. М. В. Ломоносова. Защитил диссертацию под руководством Юрия Манина.
Его публикации посвящены рациональным точкам, принципу Хассе, тригонометрическим суммам, комбинаторике и кодам, исправляющим ошибки.
В 2001 году был удостоен премии Уайтхеда от Лондонского математического общества.

## Труды
- Alexei Skorobogatov. Torsors and Rational Points (неопр.). — Cambridge University Press, 2001. — ISBN 978-0-521-80237-6.
- Alexei Skorobogatov; Miles Reid. Number Theory and Algebraic Geometry (неопр.). — Cambridge University Press, 2004. — ISBN 978-0-521-54518-1.